# Missinko
Missinko ist ein Arrondissement im Département Couffo im westafrikanischen Staat Benin. Es ist eine Verwaltungseinheit, die der Gerichtsbarkeit der Kommune Toviklin untersteht.

## Demografie und Verwaltung
Gemäß der Volkszählung 2013 des beninischen Statistikamtes INSAE hatte das Arrondissement 8034 Einwohner, davon waren 3593 männlich und 4441 weiblich.
Von den 65 Dörfern und Quartieren der Kommune Toviklin entfallen sieben auf Missinko:
1. Agbédoumè
2. Agomè
3. Ayidjèdo
4. Djoudomè
5. Kodohoué
6. Missinko Centre
7. Zaffi